# محمد هشام عامر
محمد هشام عامر  (25 - اكتوبر - 1988) ممثل شاب صاعدومنتج، إكشتفه المخرج كبير (حسنى صالح) واقتنع بيه واعطه فرصة في المشاركة وكانت بداية خطوات التمثيل معاه، وهو عاشق للفن والطرب الاصيل والموسيقى ويحب استماع جميع اشكال الموسيقي كانت بدايته عندما راها المخرج الكبير حسنى صالح فاعطاه فرصة للمشاركة في أول ادوراها ودخل عالم التمثيل في شيخ العرب همام وبعدها انطلقت مسيرته الفنية.
شارك محمد هشام عامر في أكثر من 10 أعمال فنية منهم أفلام وعدة مسلسلات

## الأفلام والمسلسلات
- 2015 : فيلم حارة مزنوقة تدور الأحداث حول هايدي التي تقوم بأعمال غير مشروعة، وتقوم بإيقاع ثلاثة من الشباب من أبناء الطبقة الشعبية وتورطهم في أعمالها وتقوم بإستغلالهم، وهم يوسف فطوطة ونادر المتر وشعبان حفيد الناجي، فهل ستستطيع.
- 2015 : فيلم برد الشتاء بداية رحلة طبيب الامتياز يوسف (رامز أمير) في أول نوبتجية ليل له في إستقبال مستشفى القصر العينى، في ليلة شتاء باردة، وماقابله من سلبيات وإيجابيات بسبب قلة الإمكانيات، والنماذج البشرية المختلفة.
- 2013 : مسلسل خلف الله في إطار الدراما التراجيدية تدور الأحداث في إحدى القرى البعيدة حيث شخصية خلف الله (نور الشريف) صاحب الكرامات والذي يجد لدى أبناء قريته وأهلها ثقة كبيرة ومكانة عظيمة لتوقعه حدوث العديد من المواقف الغريبة التي تحدث في القرية مما يجعل تلك الميزة سبل لتأمين حياته وتحقيق ملاذاته محاولا الحفاظ في ذات الوقت على عادته وتقاليده التي ورثها عن أجداده.
- 2012 : مسلسل حافة الغضب تدور الأحداث في إطار كوميدي تشويقي في جزئين أولهما حول أستاذ الجامعة وطبيب أمراض النساء (محب)، ووقوعه في حب إحدى تلميذاته إضافة مواقف على مستوى العملي أو الأسري، والجزء الثاني عن شخص شرير وعلاقته بمن حوله.
- 2012 : مسلسل ابن النظام كوميديا سياسية تتناول خبايا وكواليس النظام السابق في مصر، وتستعرض العديد من القضايا والمشاكل الاجتماعية في قالب كوميدي ساخر.
- 2012 : مسلسل ميراث الريح  حيث تتزوج الفتاة الفقيرة رحمة من أحد رجال الأعمال الأثرياء الذي يكبرها سنا وتعيش معه في حياة مرفهة، إلى أن يحجر ابنائه عليه، فلا ترث شيئا، وتحاول مواصلة حياتها مرة أخرى.
- 2011 : مسلسل وادي الملوك ويعرف أيضا باسم "وادي بيبان الملوك"، هو واد في مصر استخدم على مدار 500 سنة خلال الفترة ما بين القرنين السادس عشر والحادي عشر قبل الميلاد لتشييد.
- 2011 : مسلسل جوز ماما مسلسل مصري كوميدي من نوعية كوميديا الموقف. الجزء الأول[عدل]. يعرض المسلسل علاقة افراد العائلة الواحدة خاصة علاقة الأبناء بزوج الام أو الأب البديل والعكس علاقتهم بزوجة.
- 2011 : مسلسل ادم - تدور احداث المسلسل حول شاب عاش يوماً تحصل فيه أحداث غريبة ومن ضمنها أنه سيموت ويكتشف أنه كابوس، ولكنه يتكرر باستمرار لكنه دائما يموت آخره.
- 2010: مسلسل شيخ العرب همام  تدور أحداث المسلسل حول شيخ العرب "همام"، كبير قبيلة الهوارة في عهد مضي، وهو الرجل الذي يملك الأراضي من المنيا إلى أسوان، وتتناول الأحداث الصراعات بين القبائل.
- 2010 : مسلسل دائرة الاشتباه -حيث يدور حول ضابط في البوليس المصري يحاول أن يكتشف جرائم القتل الحقيقية التي تحدث في المجتمع الذي يعيش فيه، وفي نهاية الحلقة نترك الحل للمشاهد.
- 2010 : مسلسل ملكة في المنفى تدور أحداث المسلسل عن حياة الملكة نازلي (نادية الجندي) بداية من زواجها من الملك فؤاد (فايق عزب) واختيار البريطانين له ملك يحكم مصر وكيف استخدمها كواجهه حضارية أثناء رحلته التاريخية إلى أوربا لتتحدث عنه كل الصحف الفرنسية والإنجليزية وتعلن عن انتهاء عصر النساء  في مصر على الرغم كانت مصر في شبه عزلة عن مجريات الأمور وكذلك دورها في تثبيت ابنها الملك فاروق (حسام فارس) على العرش بعد وفاة والده ومحاولتها التأثير عليه وتوجيهه سياسيا الأمر الذي يتعارض مع رجال حاشيته.